# بوب راش
بوب راش (بالإنجليزية: Bob Rush)‏ هو لاعب كرة قدم أمريكية أمريكي، ولد في 27 فبراير 1955 في سانتا مونيكا في الولايات المتحدة.